# Prowadź swój pług przez kości umarłych
Prowadź swój pług przez kości umarłych – powieść Olgi Tokarczuk wydana w 2009 roku nakładem Wydawnictwa Literackiego, nominowana do Nagrody Literackiej Nike 2010.
Tytuł jest cytatem z poematu Williama Blake’a Zaślubiny Nieba i Piekła (The Marriage of Heaven and Hell).

## Opis fabuły
Opowieść o serii tajemniczych morderstw, dokonywanych na mieszkańcach wsi położonej na skraju Kotliny Kłodzkiej. Główną bohaterką jest Janina Duszejko, emerytowana nauczycielka, zajmująca się astrologią i tłumaczeniem utworów Williama Blake’a, która twierdzi, że za zbrodnie odpowiedzialne są zwierzęta mszczące się w ten sposób na swoich oprawcach.

## Tłumaczenie, adaptacja
- Książka przetłumaczona przez Antonię Lloyd-Jones, ukazała się w języku angielskim pt. Drive Your Plow over the Bones of the Dead (Londyn: Fitzcarraldo Editions, 2018)[3].
- Pokot – film na podstawie tej powieści
- Audiobook zrealizowany dla Penguin Random House (wersja angielska) „Drive Your Plow Over the Bones of the Dead” – czyta Beata Poźniak, która dwa miesiące przed zdobyciem Autorki Nobla, lektorka wygrała the 2019 Earphones Award za najlepszą interpretację audiobookową książki[4][5][6].